# 明达职业技术学院
明达职业技术学院是位于江苏省盐城市的一所民办普通专科高校，1995年由台胞顾怀祖等人投资兴办，是全省第二所独立的民办高校。学院位于盐城丹顶鹤自然保护区旁。

## 历史
- 1995年，批准筹建。
- 1999年3月，批准正式成立。
- 2008年，和盐城师范学院、盐城工学院、盐城纺织职业技术学院、盐城卫生职业技术学院并列为盐城高校教学联合体成员校。

## 专业设置
- 经济贸易
- 信息工程
- 机电工程
- 旅游
- 外语
- 艺术设计